# Vizovice
Vizovice (deutsch Wisowitz) ist eine Stadt in Ostmähren in Tschechien. Sie liegt in der Vizovická vrchovina, 14 km östlich von Zlín an der Einmündung der Bratřejovka im Tal der Lutoninka.

## Geschichte

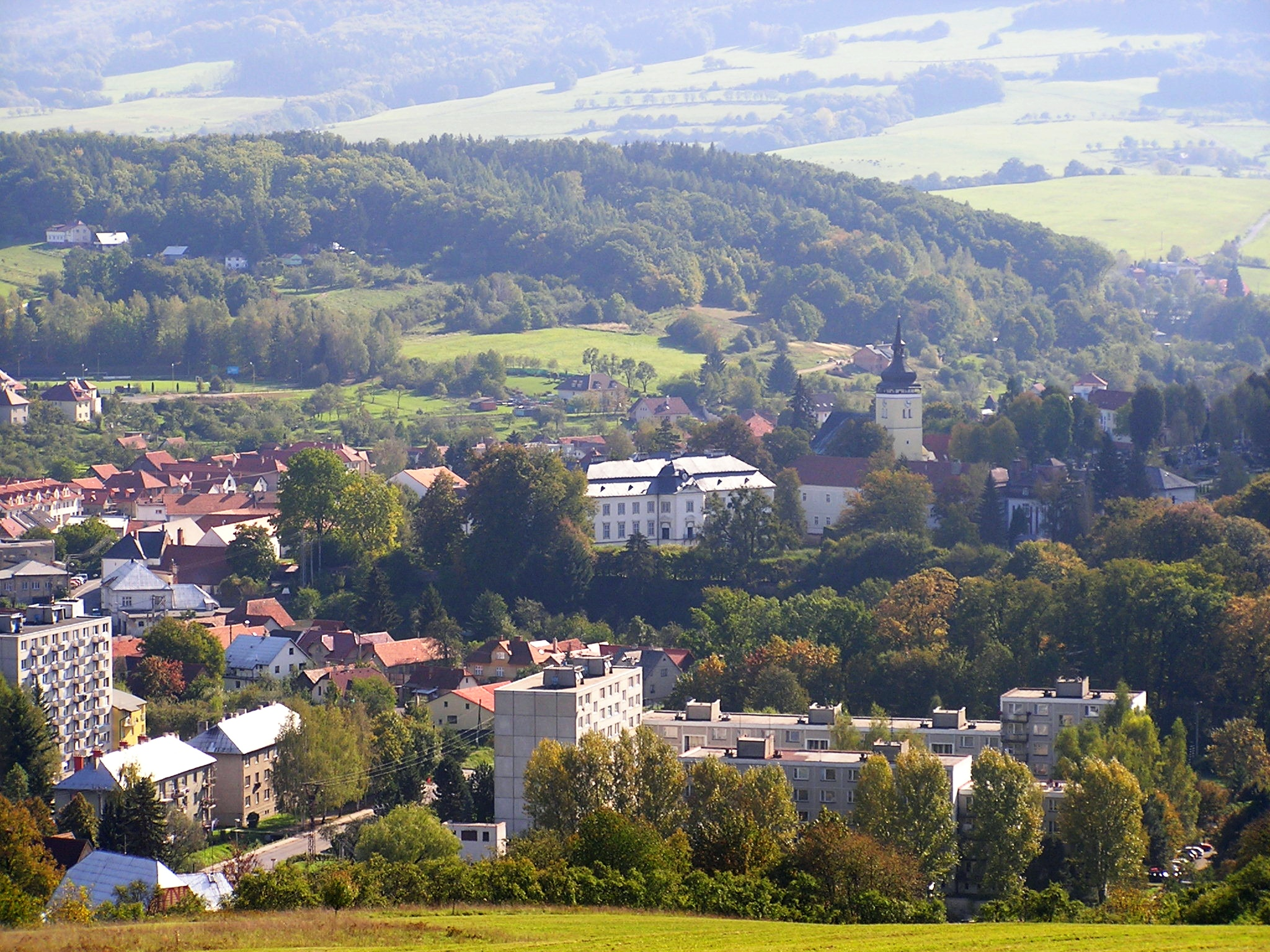
Blick auf Vizovice

Vizovice wurde erstmals 1261 im Zuge der Gründung des Klosters Smilheim durch Smil von Zbraslav und Střílky erwähnt. Smil war Burggraf von Brumov und besaß umfangreiche Ländereien in der Umgebung. 1418–1420 gelangten Utraquisten an Ort und Kloster und während der Hussitenkriege wurde 1424 beides zerstört. Nach dem Untergang des Klosters 1484/85 fiel Vizovice an adelige Besitzer. 1570 erhielt es das Stadtrecht.
1663, 1683 und 1707 hatte Vizovice unter dem bewaffneten Einfall der Ungarn zu leiden. Ein wirtschaftlicher Aufschwung erfolgte im 18. Jahrhundert mit der Tuchweberei. 1750–1760 wurde an der Stelle des früheren Klosters ein Barockschloss nach Plänen des Baumeisters Franz Anton Grimm errichtet, 1781 entstand neben dem Schloss das Spital der Barmherzigen Brüder. Ab Ende des 19. Jahrhunderts wurden mehrere kleine Spirituosenfabriken betrieben. 1880 zählte Vizovice 2.668 Einwohner, darunter 51 Deutsche.
In Vizovice findet jährlich das Masters of Rock Heavy Metal Festival statt.

## Stadtgliederung
Zur Stadt Vizovice gehört der Ortsteil Chrastěšov (Strauchdorf).

## Sehenswürdigkeiten

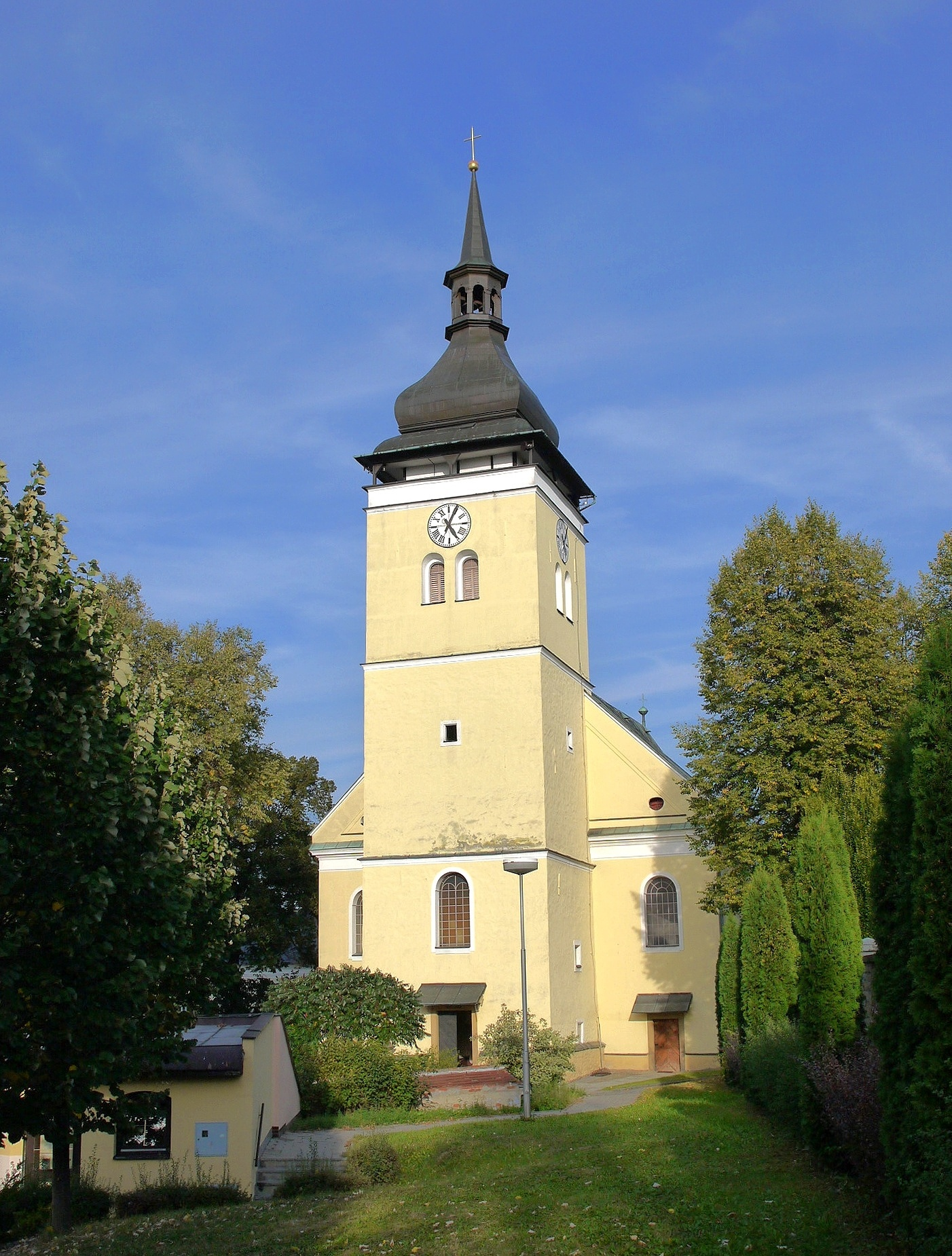
Pfarrkirche

- Schloss Vizovice
- Schlosspark
- Mariensäule
- Kirche St. Laurentius

## Söhne und Töchter der Stadt
- Alois Hába (1893–1973), Komponist
- Karel Hába (1898–1972), Komponist
- Bolek Polívka (* 1949), Schauspieler

## Trivia
In oder nahe bei Vizovice spielt die Handlung des Liedes Jožin z bažin von 1977.